# 烏帽子山 (黒部市)
烏帽子山（えぼしやま）は、富山県黒部にある山。標高は1274m。僧ヶ岳の衛星峰の一つ。
富山県登山連盟の富山の百山に指定されている。

## 概要
立山連峰の主尾根である、僧ヶ岳から北に伸びる烏帽子尾根を約4km進んだ先にある山。この尾根の東側は黒部川流域で西側が布施川流域となる。
山頂では後立山連峰や黒部川扇状地が見える。

## 山名の由来
その山容から来ているとされるが、烏帽子のように目立った出っ張りはなく、僧ヶ岳の山体の一部に見える。
また、古地図には「日干山」と記載されるが、聞き違いとされている。

## 登山
駐車場とキャンプ場がある嘉例沢森林公園から僧ヶ岳に繋がる登山道を約3.5km進んだ先が山頂。